# Kołatka (Pobiedziska)
Kołatka ist ein Dorf der Gemeinde Pobiedziska im Powiat Poznański in der Woiwodschaft Großpolen im westlichen Zentral-Polen. Der Ort befindet sich etwa 8 km nordwestlich von Pobiedziska und 18 km nordöstlich der Landeshauptstadt Poznań und gehört zum Schulzenamt Kołata.

## Geschichte
Der Ort gehörte nach der Zweiten Teilung Polens 1793 zum Kreis Schroda und ab 4. Januar 1900 zum Kreis Posen-Ost. Am 17. April 1906 wurde der Gutsbezirk von Kolatka in Randhof umbenannt. Im Jahr 1910 hatte der Ort 182 Einwohner.
In den Jahren 1975 bis 1998 gehörte der Ort zur Woiwodschaft Posen.